# 樽床伸二
樽床伸二（たるとこ しんじ、1959年8月6日—），日本的政治家。前衆議院議員（6期）。

## 政治生涯
大阪大學經濟學部畢業。
2001年9月，擔任民主黨影子內閣國土交通大臣。
2005年9月，在眾議院選舉中國年落選。
2010年，在菅直人之下被民主黨起用為國會對策委員長。
2011年8月31日，輿石東被野田佳彦起用為民主黨幹事長，樽床亦被任命為幹事長代行。
2012年10月，在野田第三次改造內閣中作為總務大臣和內閣府特命擔當大臣（沖繩及北方對策，地域主權推進）首次參加內閣。
樽床於2019年1月28日辭職，以參加在北川知克去世後舉行的大阪府第12區補選。